# Eberwin de Helfenstein
Eberwin de Helfenstein (? -  1152) est un chanoine augustin puis prémontré, chef de l'abbaye de Steinfeld, lorsque celle-ci n'était qu'une simple communauté monastique. C'est aussi un saint de l'église catholique. 

## Biographie
Eberwin de Helfenstein est tout d'abord un chanoine augustin du couvent de Springiersbach. En 1121, il est envoyé avec plusieurs de ses compagnons dans l'Eifel, afin de rejoindre l'abbaye de Steinfeld, alors simple communauté monastique. Il en est par ailleurs nommé chef de communauté. Néanmoins, en 1138, Eberwin intègre l'Ordre des Prémontrés, et rallie alors la communauté à ce nouvel ordre religieux. C'est sous sa direction que l'église abbatiale, aujourd'hui basilique mineure, est édifiée, entre 1142 et 1150.
Ami de Bernard de Clairvaux, il lutte contre les hérésies, tout particulièrement contre les cathares, alors relativement répandus dans les environs de Cologne. Il meurt finalement le 10 avril 1152 à Kall.